# Lengua (lingüística)
| Afroasiáticas Nigero-congolesas Nilo-saharianas Khoïsan Indoeuropeas | Caucásicas Altaicas Urálicas Drávidas Sino-tibetanas | Austroasiáticas Austronesias Pama-ñunganas Papúes Tai-Kadai | Amerindias Na-dené Esquimo-aleutianas Aislada |

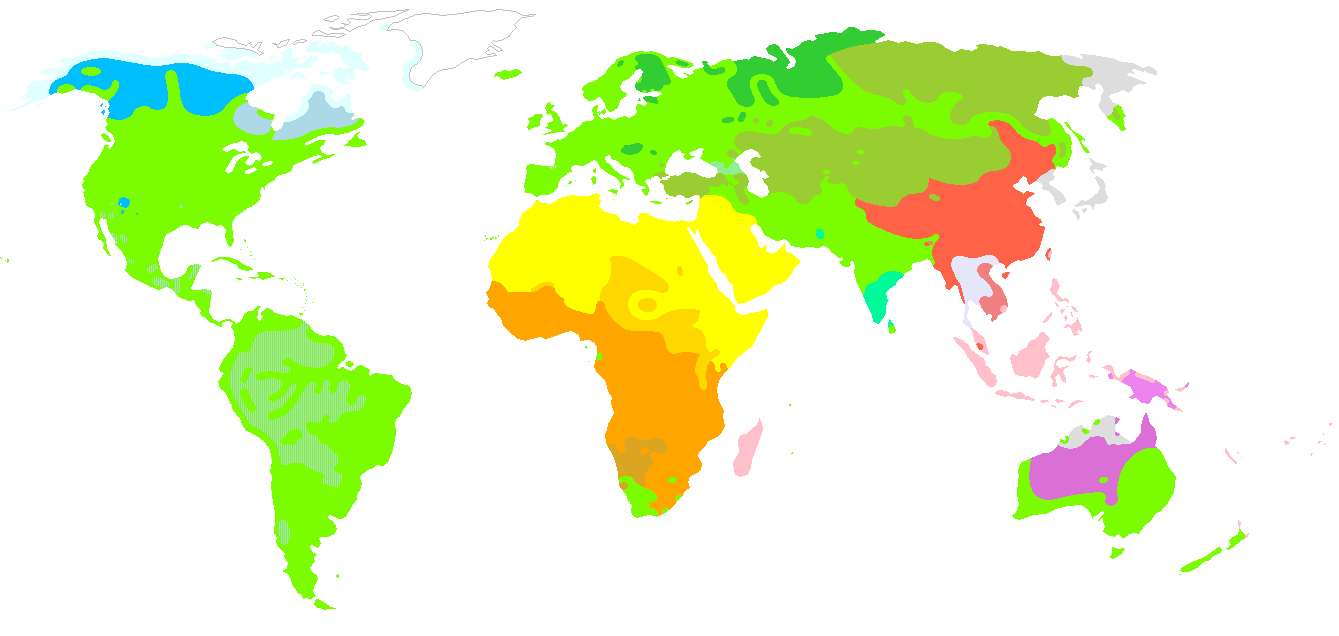
Lenguas del mundo por familias

La lengua es un sistema de comunicación verbal compuesto por un conjunto de palabras y de métodos para combinarlas, entendido por una comunidad.

## Definiciones
Es un sistema convencional de signos utilizados por los grupos sociales para comunicarse entre sus miembros.
Una definición lingüística de la lengua establece que es un sistema de signos doblemente articulados, es decir, que la construcción o búsqueda del sentido se hace en dos niveles de articulación, uno, el de las entidades significativas morfemas y lexemas que forman los enunciados, y otro, el de los fonemas que construyen o forman las unidades significativas. Estos dos sistemas de articulación conforman los primeros niveles de la descripción lingüística: fonología, morfología lingüística y sintaxis. André Martinet precisa que el orden de descripción es necesariamente inverso del orden de percepción o de uso de la lengua: la descripción comienza por el segundo nivel de articulación (los fonemas) para luego ir al primero.

### Langueyparole
Otra distinción habitual, debida a Ferdinand de Saussure, es entre la «langue», el sistema lingüístico disponible para los hablantes, y la «parole», el uso efectivo de ese sistema en la realidad.

### Lengua y lenguaje
Igualmente se distingue la «lengua» y el «lenguaje». La lengua doblemente articulada no es más que un medio de comunicación  entre otros. La facultad de comunicar puede ser instrumentada también por otros sistemas de signos, como el gesto, el dibujo,  incluso la propia vestimenta, etc.
La lingüística, como ciencia del lenguaje en sentido estricto, está necesariamente englobada en una disciplina con numerosas ramas: semiología o semiótica, ciencia general de los signos y del significado.

### Lengua y dialecto
Desde una perspectiva sociolingüística, el vocablo «lengua» engloba todo idioma que cumpla dos funciones sociales fundamentales: la «comunicación», y la «identidad» (marcador de identidad tanto para un individuo como para una colectividad).
En consecuencia, las «lenguas» son entidades vivas, sujetas a las influencias de múltiples factores, por ejemplo, evolución del léxico e incluso de las reglas gramaticales. Además, las fronteras entre los distintos idiomas son consideradas no herméticas, dándose intercambios de vocabulario y hasta de idiosincrasias o de estilos de expresión y pensamiento.
Los debates con respecto a las características que hacen diferenciar a una lengua de un dialecto, así como sus discrepancias, son constantes por parte de los lingüistas y filólogos incluso hoy en día. A pesar de que sus definiciones varían de acuerdo al autor que se consulte, hay ciertos rasgos que los identifican. Un conocido autor dice:
“Lengua es (…) el ‘sistema lingüístico del que se vale una comunidad hablante y que se caracteriza por estar fuertemente diferenciado, por poseer un alto grado de nivelación, por ser vehículo de una importante tradición literaria y, en ocasiones, por haberse impuesto a sistemas lingüísticos de su mismo origen.”
“Dialecto es (…) ‘un sistema de signos desgajado de una lengua común, viva o desaparecida; con una concreta limitación geográfica, pero sin una fuerte diferenciación frente a otros de origen común’. De modo secundario, pueden llamarse dialectos 'las estructuras lingüísticas, simultáneas a otras, que no alcanzan la categoría de lengua”
Con respecto a los dialectos, el filólogo y dialectólogo establece que todos los dialectos que existen o existieron surgen de una forma distinta e incluso algunos se convierten en lenguas, como lo fue el caso del castellano, italiano y francés. Algunos más se quedan en las denominadas hablas regionales como el siciliano y gascón. Estas hablas, a su vez, erosionan y se fragmentan (la llamada patois en Francia) convirtiéndose en un habla local. Teniendo esto en cuenta, en el concepto de dialecto se distinguen dos momentos: su nacimiento y su estado actual.
Los múltiples intentos de los filólogos y lingüistas dedicados específicamente al tema de dialecto e idioma como entidades lingüísticas, han concordado en que no es posible establecer criterios aceptados universalmente para distinguir la lengua del dialecto. Aunque suele haber argumentos como que los dialectos no poseen literatura, las diferencias fonéticas, léxicas y gramaticales con respecto a las lenguas y las respectivas lenguas de las que estas derivan, no son suficientes como para que dicho idioma carezca de prestigio o reconocimiento. Los criterios actuales establecidos para identificar las características de las distintas variedades lingüísticas son, sobre todo, vistos desde un ámbito sociolingüístico más que uno estrictamente filológico, como solía hacerse antes. A pesar de que las descripciones tradicionales que se derivan de estudios fonéticos, sintácticos y semánticos siguen tomándose en cuenta, ahora también tienen un gran peso los aspectos culturales y poblacionales para una mejor planificación lingüística con respecto a los conceptos de lengua y dialecto.
Es por ello que no solo filólogos y lingüistas, sino también escritores y traductores, han dado su punto de vista con respecto a la diferenciación de lengua y dialecto acercándose más al ámbito humanístico:

Sorprenderá a muchos saber que no hay idiomas superiores. Todo idioma es un sistema lingüístico definible en los mismos términos que cualquier otro, con el ordenamiento gramatical necesario para una compleja gama de comunicación abstracta, simbólica, metafórica, imperativa, expresiva, lúdica, a partir de un sistema fonológico particular. El náhuatl es un sistema lingüístico tan complejo como el alemán; el maya es un sistema tan complejo como el francés; el zapoteco lo es también como el italiano y el purépecha como el griego, o el español e inglés lo son como el ñanhñu o el mazateco

### Lengua natural y lengua construida
Llamamos lengua natural, a una lengua que se establece con el curso del tiempo y por la práctica social espontánea de los locutores, partiendo de anteriores estados de lenguas, y/o por influencias de otros idiomas. Este es el caso de la mayoría de las lenguas habladas en el mundo.
Por el contrario, llamamos lengua construida, en ocasiones también impropiamente denominada «lengua artificial», a un idioma que resulta de una creación normativa consciente de uno o de varios individuos. Este es por ejemplo el caso del esperanto, una de las pocas lenguas construidas que tiene un número significativo de locutores, aunque también podríamos mencionar al ido, al volapük, a la interlingua, al toki pona, al lojban, al klingon, al na'vi, etc.
Podríamos pensar en la lengua en relación con un Otro. Desde una mirada psicoanalítica, el sujeto es hablado por un Otro. Ese Otro que nos hace ser sujetos.

### Lengua viva y lengua muerta
Una «lengua» se dice que está «viva», cuando es utilizada oralmente por personas que la tienen como lengua materna, o en su defecto, cuando se utiliza en forma corriente en una comunidad suficientemente numerosa, de manera tal que permite una evolución espontánea de esa forma de comunicación.
Y llamamos «lengua muerta» o «extinta», a una lengua que ya no es practicada oralmente como lengua primera, aunque pueda ser utilizada en ciertos dominios, como por ejemplo en la religión, caso del latín y del copto. Por este detalle, algunos prefieren usar el término lenguas antiguas.
El conocimiento de las lenguas muertas, permite el estudio de textos antiguos y de inscripciones antiguas, lo que, por cierto, es útil para la lingüística histórica, así como para la historia y para sus disciplinas conexas. Los dos idiomas muertos más importantes para la cultura occidental son el latín y el griego antiguo. Y para el caso de la cultura de la India o para culturas que por esa región hayan sido influenciadas, la lengua muerta más trascendente es el sánscrito.
Es posible «resucitar» lenguas muertas, al menos en ciertos casos, como lo muestra el ejemplo del hebreo.
Una «lengua viva» es raramente un sistema uniforme y rígido, ya que por lo general presenta variaciones según el lugar geográfico, el medio social, los individuos, y también variaciones en el tiempo, lo que hace que un idioma esté siempre en evolución, pudiéndose reconocer varios estados sucesivos. Por ejemplo, el sistema fonológico de las lenguas está en evolución constante, y es estudiado por la fonética histórica.
Una «lengua viva» es definida y establecida en una geografía lingüística, es internacionalmente reconocida y queda definida por su frontera lingüística. Y si esta última es atravesada por una frontera nacional, se habla entonces de «lengua transfronteriza» o «lengua transfrontera».

### Otras
Se denomina «lengua materna» de una persona, a la o las lengua(s) que esta persona ha adquirido en su infancia, en el curso del proceso de perfeccionamiento y adquisición del lenguaje que todo niño o niña realiza espontáneamente y en forma natural, durante sus usuales interacciones sociales en el entorno familiar y en la comunidad.

## Origen de las lenguas
El origen de la lengua es un objeto de estudio de diferentes disciplinas, como la lingüística, la antropología, la psicología, la geografía y la genética humana. El problema del origen del lenguaje se refiere a la adquisición de la capacidad lingüística en los homínidos que derivó en la evolución del lenguaje humano; con la estructura y forma actual que presentan las diferentes lenguas naturales. 
Un problema diferente es el origen filogenético de las lenguas humanas, este problema ha sido abordado principalmente dentro de la lingüística histórica y las principales hipótesis son la Monogénesis y poligénesis lingüística. De acuerdo a la hipótesis monogenética, todas las lenguas humanas derivan de una lengua ancestral que debió aparecer antes de la salida de los Homo sapiens de África. La hipótesis poligenética sostiene que, si bien los humanos tenían capacidad para el lenguaje, este apareció en diferentes grupos de humanos más o menos por la misma época.
Otra polémica relacionada con la hipótesis monogenética es qué podemos conocer de la estructura de esta lengua. La postura más extrema llega a postular que es posible reconstruir parte de su vocabulario, y sus adherentes pretenden reconstruir el idioma protosapiens, aunque la mayor parte de los lingüistas consideran que no es posible reconstruirlo.

## Clasificación

### Número de lenguas
Es imposible determinar con precisión el número de idiomas hablados en el mundo, en razón de la dificultad que existe para trazar las fronteras precisas entre los mismos, y particularmente en razón de las dificultades para diferenciar lenguas y dialectos entre sí. Según estimaciones, hoy día existirían entre 3000 y 7000 lenguas vivas.

### Número de hablantes por lengua
Estimaciones del número de hablantes de una lengua  pueden revelar importantes divergencias en cuanto a los valores, según los supuestos que se utilicen en los estudios. Particularmente ese es el caso del francés; se estima el número de hablantes del francés en 128 millones en 1999, y entre ellos solamente 77 millones como primera lengua.

## Evolución: Desapariciones y creaciones

### Desaparición de lenguas
La lingüista Colette Grinevald estima que antes del año 2100, desaparecerán alrededor de la mitad de las lenguas vivas actuales. Y en ciertas regiones, como por ejemplo Australia o América, ese porcentaje podría elevarse del 50 % hasta incluso el 90 %.
Al inicio del 2008, la ONG Survival International estimó que una lengua indígena desaparece cada dos semanas.
Colette Grinevald estima que en el año 2100, las lenguas mayoritarias serían:
- El inglés, principalmente como idioma para el comercio y los intercambios científicos, además de ser lengua corriente en varios países y zonas del mundo;
- El español, como idioma de uso corriente especialmente en Hispanoamérica, en España, en el sur de Estados Unidos y en Guinea Ecuatorial;
- El portugués, como idioma de uso corriente en América del Sur y en ciertas zonas de África;
- El árabe, como idioma corriente en el mundo árabe;
- El mandarín y el hindi, como idiomas de uso extendido en Asia;
- El suajili y el wólof, como idiomas extendidos en África;
- El alemán como idioma de cierta importancia en Europa.

El francés, además de ser lengua oficial en varios países de Europa y de África, es utilizado aún hoy día en forma preferente como idioma en materia de diplomacia internacional, particularmente entre los llamados «Países No Alineados», así como en la mayoría de las organizaciones internacionales, en los Juegos Olímpicos, en muchas competiciones deportivas internacionales y regionales, etc. Por tanto, es muy probable que la francofonía continúe fortaleciéndose en este siglo XXI, especialmente en el seno de los países hoy día francófonos, en África, en el Magreb, en Canadá, en Bélgica, en Suiza, y obviamente también en Francia.
Corresponde señalar que el demógrafo y sociólogo Richard Marcoux, estima que el francés podría contar con 600 millones de locutores para el año 2050.

Una lengua es considerada amenazada, si se arriesga a no tener más locutores hacia el fin del siglo XXI. Pero no debe confiarse exageradamente en los números actuales. Una lengua que pareciera ser sólida, pues hoy día es utilizada por varios millones de personas, bien podría estar amenazada. Este es particularmente el caso de las lenguas quechuas en América del Sur, pues hoy día pocos jóvenes la aprenden.
Desde que la mayoría de la humanidad vive en medios urbanos, la desaparición de las llamadas lenguas menores se acelera. Y una de las causas evidentes es el éxodo rural, que conduce a la ausencia de transmisión de tradiciones y de las lenguas asociadas.
Con frecuencia, la presión social hace que los hablantes de idiomas minoritarios, como las amerindias y también las que se dicen regionales, practiquen cada vez menos esos sistemas lingüísticos, y los transmitan cada vez menos a su descendencia, así que esas lenguas deben ser declaradas «en peligro». Muchas veces, los propios hablantes de una lengua tradicional consideran que hablar la misma es un «incoveniente» para la integración en la sociedad y para encontrar un trabajo. Y cuando se instala este sentimiento en la juventud, la suerte de la o las lenguas involucradas está prácticamente echada.
También influye la presión ejercida por ciertos Estados, que al privilegiar un marcado centralismo y al considerar que la lengua es uno de los cimientos de la sociedad y un factor de unión, toman acciones que directa o indirectamente favorecen la reducción de la diversidad lingüística y la desaparición de lenguas menores y de dialectos.
Y estas desapariciones de lenguas, por cierto, implican generalmente la desaparición de muchas tradiciones culturales y de muchas manifestaciones artísticas, ya que lengua y cultura siempre van muy unidas.
La disminución del uso de un idioma tradicional, y en sustitución el mal aprendizaje de la lengua dominante, sin duda ocasionan una serie de problemas a las personas afectadas, escasa autoestima, dificultades de integración, dificultades para identificarse plenamente con una cultura, etc.
E Internet, la red de redes, así como los medios masivos de comunicación social, en todo este asunto juegan un rol ambivalente, pues de un lado son un acelerador de la uniformización y por tanto impulsan la desaparición de lenguas menores y el abandono de manifestaciones culturales, aunque por otro lado también permiten potenciar lengua y cultura, afirmándolas, y trasmitiéndolas a una población que tal vez se encuentra muy desperdigada en el territorio.

### Creación de lenguas
Como ya se vio, por distintas circunstancias hay lenguas que desaparecen, aunque los mecanismos de creación de lenguas también están activos.
En general, la creación de una lengua se produce por alguna de las siguientes circunstancias:
- Contacto estrecho y con cierto grado de aislamiento de personas con lenguas diferentes, caso de las lenguas criollas.
- Como medida de afirmación y fortalecimiento de la identidad nacional, una comunidad  responde al impulso de crear su propia lengua, bien a partir de una lengua ya desaparecida, caso del hebreo moderno, o a partir de un dialecto estandarizado, caso del  indonesio.
- Como medida de facilitar la comunicación internacional y los intercambios.

Existe adicionalmente un cuarto caso de creación de una lengua, las lenguas ficticias. Esta última categoría generalmente tiene por motivación u origen más un interés lúdico o incluso literario, que una verdadera funcionalidad lingüística.

## Derecho
Los idiomas pueden tener diferentes estatus en los organismos internacionales, particularmente en lo que se refiere a los términos lengua oficial y lengua de trabajo.

## Idiomas e informática
En la red informática mundial, los textos en lenguaje natural son generados con apoyo de los lenguajes de marcas, que manipulan los contenidos en los documentos.
En torno a la computación y la informática, existen muy diversas necesidades, variadas disposiciones jurídicas, y un amplio abanico de prácticas, todo lo que demanda gestionar la lengua y los neologismos de una cierta manera, para evitar la completa confusión y el caos. Y entre otras cosas, conviene en el presente:
- Las disposiciones respecto de la política lingüística;
- La propia política lingüística regional (en Europa, las normas de política lingüística de la Unión Europea -Politique linguistique de l'Union européenne-, para la difusión de directivas europeas y reglamentos;
- Aspectos ligados al rendimiento, como por ejemplo la optimización de motores de búsqueda;
- Buenas prácticas de calidad.

Existen dos usos intensivos de la lengua común en los lenguajes artificiales: (1) El HTML, y (2) el XML.
La implantación de nuevas tecnologías, como Informática, Internet, telefonía celular, han impulsado la creación de nuevas formas de abreviar y de escribir (consultar lenguaje SMS).